# Brandkronad manakin
Brandkronad manakin (Machaeropterus pyrocephalus) är en fågel i familjen manakiner inom ordningen tättingar.

## Utseende och läte
Brandkronad manakin är en liten och färgglad manakin. Hanen är närapå omisskännlig, med slående gult och rött på hjässan, rödstreckad undersida och gröna vingar. Honan är mycket mer anspråkslös, mestadels grönaktig med svag streckning på undersidan och rödaktiga ben. Lätet är dämpat och svårlokaliserat, ett kort och klart "pink" som regelbundet upprepas.

## Utbredning och systematik
Brandkronad manakin delas in i två underarter:
- M. p. pallidiceps – förekommer i södra Venezuela (nordvästra Bolivar) och i nordligaste Brasilien (Roraima)
- M. p. pyrocephalus – förekommer från östra Peru (San Martín) till norra Bolivia och västra Amazonområdet i Brasilien

## Status och hot
Arten har ett stort utbredningsområde, men tros minska i antal, dock inte tillräckligt kraftigt för att den ska betraktas som hotad. Internationella naturvårdsunionen IUCN listar arten som livskraftig (LC).